# Tesla Roadster (zweite Generation)

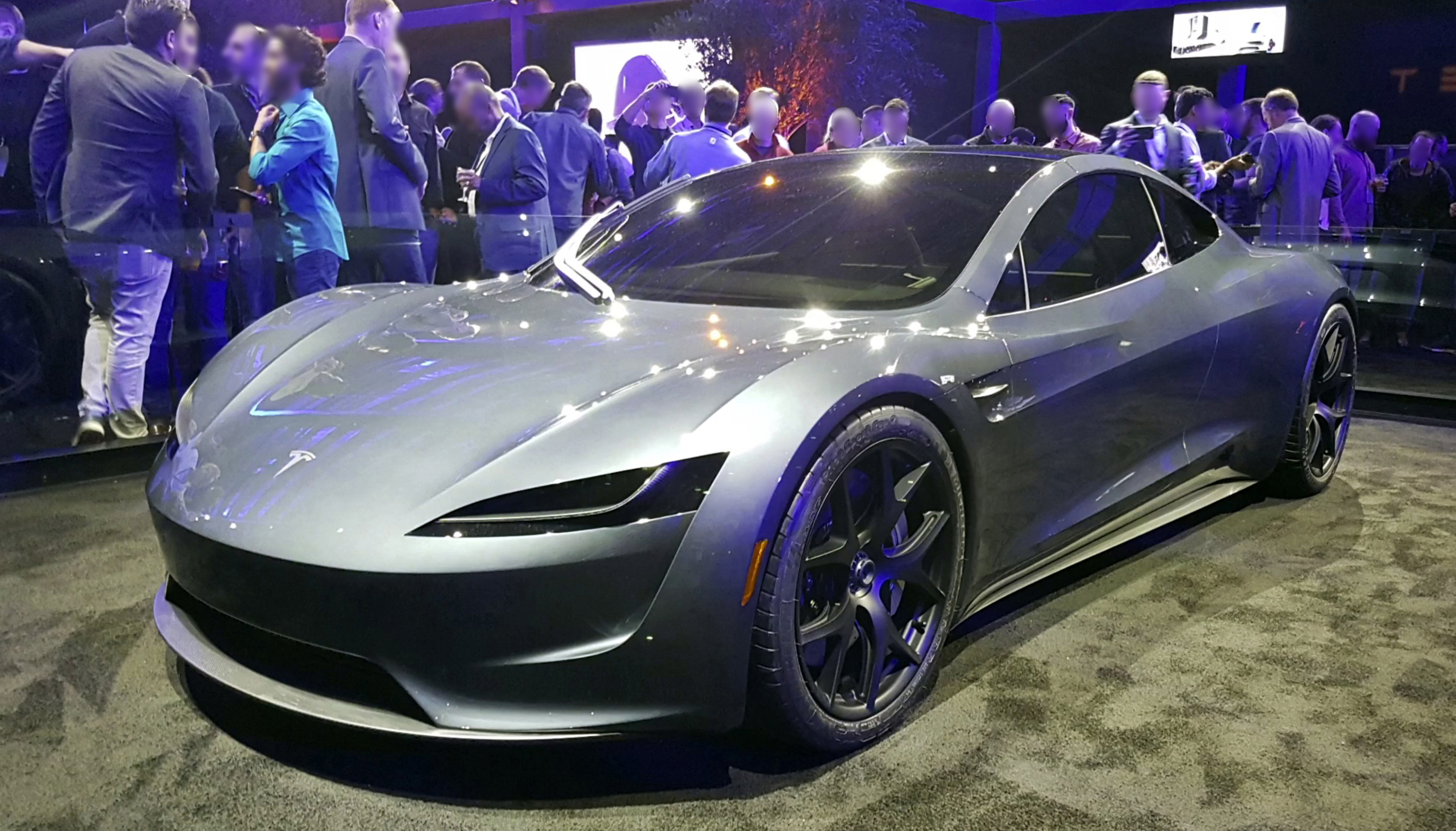
Vorstellung des neuen Tesla Roadster im November 2017

Der Tesla Roadster ist ein rein elektrischer, viersitziger, in Entwicklung befindlicher Sportwagen von Tesla. Es handelt sich um den geplanten Nachfolger des von 2008 bis 2012 gebauten ersten Tesla Roadster. Ein Prototyp des neuen Modells wurde erstmals im November 2017 präsentiert. Der Start von Serienproduktion und Auslieferung war ursprünglich 2020 geplant, wurde aber mehrmals nach hinten verschoben. Einen konkreten Termin für den Produktionsstart gibt es inzwischen jedoch nicht mehr.

## Geschichte
Schon im Jahr 2011, am Ende der Serienproduktion des Vorgängermodells, beabsichtigte Tesla, noch bis 2014 mit einer neuen Version in Produktion zu gehen – ohne Chassis von Lotus Cars. 2015 wurde dann ein neuer Roadster für 2019 angekündigt, der in der Lage sein soll, schneller zu beschleunigen. In einem Tweet teilte Elon Musk (CEO) im Dezember 2016 schließlich mit, ein zweiter Roadster sei in Arbeit, aber noch „einige Jahre entfernt“. Der Roadster wurde am Ende des Tesla-Semi-Events am 16. November 2017 vorgestellt.
Anfang 2024 verkündete Elon Musk, dass Auslieferungen im Jahr 2025 beginnen sollten, doch im Oktober 2024 bestätigte er, dass sich der Roadster weiter verzögert und andere Projekte Priorität hätten.

## Vorbestellungen
Ab 2017 begannen die Vorbestellungen für den Roadster mit einer Anzahlung von je 50.000 US-Dollar. Später wurde der Preis für die Vorbestellung auf 43.000 US-Dollar gesenkt. Tesla-Besitzer, die am Empfehlungsförderungsprogramm teilnahmen, begannen, Rabatte für den Kauf eines Roadsters auf der Grundlage der Anzahl der Empfehlungen zu sammeln. Diejenigen, die 55 bestätigte Empfehlungen erreichten, sollen einen 100%igen Rabatt auf einen zukünftigen Roadsterkauf erhalten.

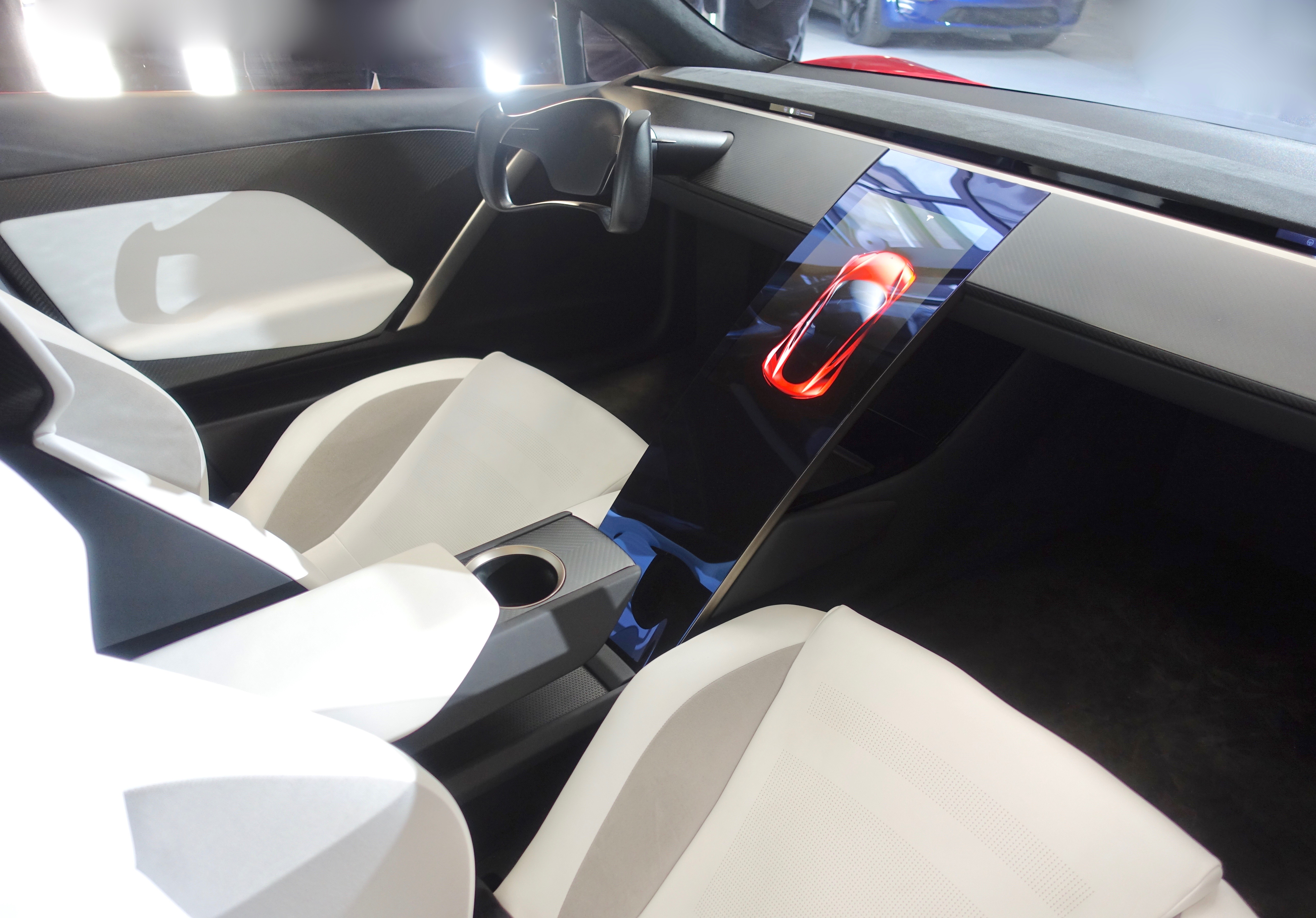
Innenraum des Tesla Roadster (Prototyp, 2019)

## Preise
2017 wurde mit einem Kaufpreis von 200.000 US-Dollar für das Basismodell gerechnet. Für die Founders Edition, so die Bezeichnung der ersten 1000 produzierten Fahrzeuge, konnte für den Betrag von 250.000 US-Dollar pro Exemplar eine Vorbestellung getätigt werden. Der gesamte Betrag musste dabei auf einmal überwiesen werden. Auch 2023 nahm Tesla noch Vorbestellungen bei einer Anzahlung von 50.000 US-Dollar an.

## Konstruktion
Der Tesla Roadster der zweiten Generation soll ein abnehmbares Glasdach und eine 2+2-Sitzgruppe mit kleineren Rücksitzen haben. Er soll von drei Elektromotoren angetrieben werden, einem für die Vorderachse und je einem pro Hinterrad. Dadurch würde das Fahrzeug über einen Allradantrieb verfügen. Bei Kurvenfahrten soll das Gieren über unterschiedliche Drehmomente an den Hinterrädern beeinflusst werden. Das Design des Prototyps gestaltet Franz von Holzhausen.

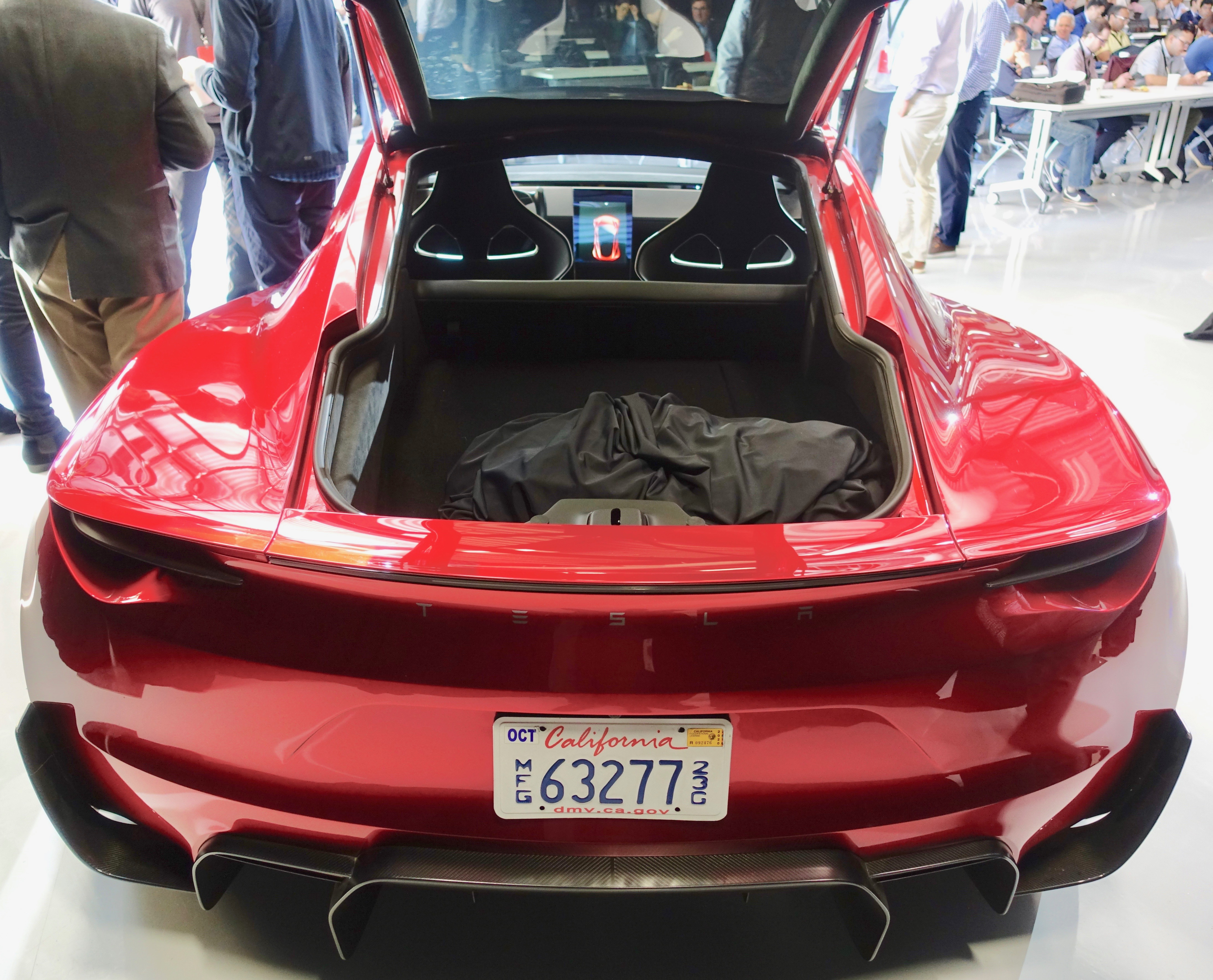
Blick in den geöffneten Kofferraum (Prototyp, 2019)

Als Sonderausstattung kündigte der Tesla-CEO Elon Musk im Januar 2019 ein SpaceX-Paket an, bei dem zusätzlich Raumfahrttechnik im Fahrzeug verbaut würde. Damit solle auf kurzen Teilstrecken eine größere Beschleunigung ermöglicht und das Bremsverhalten und die Straßenlage verbessert werden. Die Rücksitze würden durch einen Druckluftbehälter ersetzt, wie er auch in Falcon-9-Raketen zum Einsatz kommt, und rund um das Fahrzeug würden Kaltgastriebwerke („Steuerdüsen“) angebracht. Der Behälter würde mittels einer batteriebetriebenen Pumpe mit Druckluft gefüllt, die dann bei Bedarf über die Düsen ausströmen und einen Rückstoß in die gewünschte Richtung erzeugen würde.

## Leistungswerte
Tesla kündigte an, dass das Fahrzeug mit einem 200-kWh-Akku ausgestattet werden soll, das heißt mit der doppelten Kapazität im Vergleich zum Tesla Model S P100D und einem Gesamtgewicht der Antriebsbatterie von ca. 900 kg. Damit soll das Fahrzeug bei US-Highway-Geschwindigkeiten mit einer Ladung eine Reichweite von 1000 km erreichen. In 2,1 s soll es aus dem Stand auf 60 Meilen pro Stunde (96,5 km/h) beschleunigen können und eine Höchstgeschwindigkeit von knapp über 400 km/h aufweisen. Die Viertelmeile (402 m) soll in 8,8 s absolviert werden können. Ursprünglich war eine Beschleunigung in 1,9 s auf 60 Meilen pro Stunde (96,5 km/h) in der Basisversion angekündigt worden, die mit dem ersten Prototyp bereits erreicht worden sei. Mit dem SpaceX-Paket sollen weiterhin Zeiten von unter 2 s von 0 auf 60 Meilen pro Stunde möglich sein.
Im Jahr 2018 kündigte Musk ein „SpaceX-Optionspaket“ an, das etwa 10 kleine Raketentriebwerke versprach, um die Beschleunigung, Höchstgeschwindigkeit, Bremsleistung und Kurvenperformance drastisch zu verbessern. Mitte 2024 behauptete Musk, dass der neue Tesla Roadster fliegen könne.